# Grodziec Niemodliński
Grodziec Niemodliński – przystanek osobowy w Grodźcu, w województwie opolskim, w powiecie opolskim, w gminie Niemodlin, w Polsce.
| Grodziec                                        |  |                          |
| Linia nr 329 Szydłów - Lipowa Śląska (1,928 km) |  |                          |
| Szydłówodległość: 1,928 km                      |  | Sady odległość: 2,515 km |